# Основне кодування
Основне́ кодувао́ння згідно з ГОСТ 19768-87 було прийняте в 1987 р. замість KOI-8, але використовувалось мало. Основне кодування підтримували лише пристрої й програмне забезпечення, що вироблялись в СРСР (ЕС ПЭВМ, Лексикон, …), а також деякі принтери Epson.
Значно популярнішим виявилось описане в тому ж ГОСТі альтернативне кодування (з тим же набором символів, але в іншому порядку).
На базі основного кодування було створено ISO 8859-5, але й воно не знайшло широкого застосування.
Нижня частина таблиці кодування (латиниця) повністю відповідає кодуванню ASCII.
Числа під буквами позначають шістнадцятковий код букви в Юнікоді.
|    | .0     | .1     | .2     | .3     | .4     | .5     | .6     | .7     | .8     | .9     | .A     | .B     | .C     | .D     | .E     | .F     |
| 8− | ╧ 2567 | ╨ 2568 | ╤ 2564 | ╡ 2561 | ╢ 2562 | ╖ 2556 | ╕ 2555 | ╥ 2565 | ╙ 2559 | ╘ 2558 | ╒ 2552 | ╜ 255C | ╛ 255B | ╞ 255E | ╟ 255F | ╓ 2553 |
| 9− | ╔ 2554 | ╗ 2557 | ╝ 255D | ╚ 255A | ═ 2550 | ║ 2551 | ╦ 2566 | ╣ 2563 | ╩ 2569 | ╠ 2560 | ╬ 256C | ░ 2591 | ▒ 2592 | ▓ 2593 | ╫ 256B | ╪ 256A |
| A− | ┌ 250C | ┐ 2510 | ┘ 2518 | └ 2514 | ─ 2500 | │ 2502 | ┬ 252C | ┤ 2524 | ┴ 2534 | ├ 251C | ┼ 253C | █ 2588 | ▄ 2584 | ▌ 258C | ▐ 2590 | ▀ 2580 |
| B− | А 410  | Б 411  | В 412  | Г 413  | Д 414  | Е 415  | Ж 416  | З 417  | И 418  | Й 419  | К 41A  | Л 41B  | М 41C  | Н 41D  | О 41E  | П 41F  |
| C− | Р 420  | С 421  | Т 422  | У 423  | Ф 424  | Х 425  | Ц 426  | Ч 427  | Ш 428  | Щ 429  | Ъ 42A  | Ы 42B  | Ь 42C  | Э 42D  | Ю 42E  | Я 42F  |
| D− | а 430  | б 431  | в 432  | г 433  | д 434  | е 435  | ж 436  | з 437  | и 438  | й 439  | к 43A  | л 43B  | м 43C  | н 43D  | о 43E  | п 43F  |
| E− | р 440  | с 441  | т 442  | у 443  | ф 444  | х 445  | ц 446  | ч 447  | ш 448  | щ 449  | ъ 44A  | ы 44B  | ь 44C  | э 44D  | ю 44E  | я 44F  |
| F− | Ё 401  | ё 451  | ╭ 256D | ╮ 256E | ╯ 256F | ╰ 2570 | → 2192 | ← 2190 | ↓ 2193 | ↑ 2191 | ÷ F7   | ± B1   | № 2116 | ¤ A4   | ■ 25A0 | A0     |

Примітки:
- в позиціях 0xF2—0xF5 мають бути прямі діагональні лінії
- позиція 0xFF, ймовірно, не використовувалась взагалі